# Solveig Lagström
Maj Gunborg Solveig Lagström, född 9 februari 1922 i Brännkyrka församling, död 12 maj 1994 i Trosa, var en svensk skådespelare och sångare.
Lagström var en av medlemmarna i sånggruppen Sångfåglarna. Hon var gift med skådespelaren Sten Gester 1950–1969.

## Filmografi
- 1941 – Magistrarna på sommarlov
- 1942 – Ungdom i bojor
- 1942 – Tre skojiga skojare
- 1942 – Ta hand om Ulla
- 1942 – Olycksfågeln nr 13
- 1942 – I gult och blått
- 1942 – En äventyrare
- 1943 – Kvinnor i fångenskap
- 1943 – Katrina
- 1943 – Jag dräpte
- 1943 – Elvira Madigan
- 1944 – Vår Herre luggar Johansson
- 1944 – Släkten är bäst
- 1944 – Narkos
- 1944 – Mitt folk är icke ditt
- 1944 – Lilla helgonet
- 1944 – Flickan och Djävulen
- 1945 – Svarta rosor
- 1946 – När ängarna blommar
- 1946 – Kvinnor i väntrum
- 1947 – Två kvinnor
- 1947 – Jag älskar dig, Karlsson!
- 1947 – Bröllopsnatten
- 1948 – Banketten
- 1950 – Fästmö uthyres
- 1950 – Den vita katten
- 1952 – Säg det med blommor
- 1954 – Ung man söker sällskap
- 1956 – Moln över Hellesta
- 1993 – I morgon, Mario

## Teater

### Roller (ej komplett)
| År   | Roll          | Produktion                                                                    | Regi             | Teater                                           |
| ---- | ------------- | ----------------------------------------------------------------------------- | ---------------- | ------------------------------------------------ |
| 1944 | Medverkande   | Tredje taggen, revy Staffan Tjerneld                                          | Per-Axel Branner | Nya Teatern                                      |
| 1949 | Drottningen   | Snövit och dvärgarna Astrid Lindgren                                          | Karl Kinch       | Oscarsteatern                                    |
| 1950 | Ethel Brander | Rose Marie Rudolf Friml, Herbert Stothart, Otto Harbach och Oscar Hammerstein | Sven Aage Larsen | Oscarsteatern                                    |
| 1951 | Marion        | Blåjackor (Boys in Blue) Lajos Lajtai och Lauri Wylie                         | Sven Aage Larsen | Oscarsteatern                                    |
| 1951 | Chloe         | Vem är Sylvia? (Who is Sylvia) Terence Rattigan                               | Martha Lundholm  | Vasateatern                                      |
| 1952 | Ameena        | Regn (Rain) John Colton och Clemence Randolph                                 | Martha Lundholm  | Vasateatern                                      |
| 1964 |               | Far i luften (Boeing - Boeing) Marc Camoletti                                 | Egon Larsson     | Lisebergsteatern Senare flyttad till ABC-Teatern |